# Вртанес Срнкеци
Вртанес Срнкеци (арм. Վրթանես Սռնկեցի), также Кафаеци — армянский поэт и церковный деятель XVI века.

## Жизнь и творчество
Родился в селе Гилан (также Азат Гилан, Азагиран, ныне в руинах) области Нахичевань, в начале XVI века. Согласно собственным памятным запискам, был из рода Срнкеци, отсюда и прозвище поэта. Эмигрировал сначала в Сучаву, где был священником в местной армянской церкви и получил степень вардапета, затем в Кафу (ныне Феодосия), где стал епископом армянской общины. Умер примерно в 1570 г. в Кафе.
Известен как автор агиографического сочинения «Мученичество Парона Луйса Кафаеци», а также двух поэм, посвящённых погибшему в 1567 году армянскому юноше Парону Луйсу из Кафы. Сохранились также около десятка его стихотворений-писем, направленных архиепископу армянской общины Львова Григору Варагеци, с которым поэт дружил ещё с детства. В своих стихах поэт затрагивает социальные темы и рассказывает о жизни крымских армян второй половины XVI века. Среди них особое место занимают «О нужде Кафы» (арм. «Ի վերայ Կաֆայուղութեան»), «О некоем богаче» (арм. «Ոմն մեծատուն» или «Մէկ մարդ մի ճըրագ վառեր»), и «Ещё один стих рассказанный Вртанесом» (арм. «Ոտանաւոր նորին Վրթանէսի ասացեալ»).
В стихе «О нужде Кафы», написанной в 1560 г., рассказывается о голоде в Феодосии в том же году. Особенно ценен в историческом плане, поскольку образно передаёт тяжёлое положение населения, возникшее вследствие всеобщего голода. В стихе «О некоем богаче» автор высмеивает богатых армян Феодосии, которые прячут книги, сами не читая их и не давая читать другим. Таких людей Вртанес называет "невеждой, убирающей светящуюся свечу и прячущей её в своём чемодане", или "закрывающим родники и лишающим людей источника питья". «Ещё один стих рассказанный Вртанесом» посвящён отношениям армян с иноверцами, аллегорическим образом высказаны идеи об облегчении ситуации армянства путём просветления и распространения знаний среди мусульман. Значительно способствовал развитию жанра тагов. Оказал влияние на творчество своего ученика Туму Кафаеци, который по его просьбе сочинил ещё одну поэму о Пароне Луйсе. 
Издания сочинений и биографических очерков
- Манандян Я., Ачарян Р. Новые армянские мученики = Հայոց նոր վկաները. — Вагаршапат, 1903. — Т. 1. — С. 386—412. — 801 с.
- Пять певцов-скитальцев: епископ Вртанес Срнкеци; писец Минас Тохатеци; иерей Степанос Тохатеци; иерей Акоп Тохатеци; епископ Лазарь Тохатеци. Биографические сведения и сочинения = Հինգ պանդուխտ տաղասացներ: Վրթանէս եպիսկոպոս Սռնկեցի; Մինաս դպիր Թոխաթեցի;  Ստեփանոս երէց Թոխաթեցի; Յակոբ երէց Թոխաթեցի; Ղազար եպիսկոպոս Թոխաթեցի. Կենսագրական տեղեկութիւններ եւ բնագիրներ / сост. Акинян Н. А.. — Вена: изд-во Мхитаристов, 1921. — С. 16—66. — 224 с.
- Похарян Н. Вртанес Срнкеци (1500?—1570?) // Армянские писатели (V — XVII вв.) = Հայ գրողներն (V — XVII դդ.). — Иерусалим, 1971. — С. 457—459.
- Армянская поэзия позднего средневековья (XVI—XVII вв.) = Ուշ միջնադարի հայ բանաստեղծությունը (XVI—XVII դդ) / сост. Саакян Асмик. — Ереван, 1986. — Т. 1. — С. 223—250. — 756 с.

переводы стихотворений
- фр.  Verthanes Kafayetsi. «Les dits du prêtre Verthanes (Extraits).» // La poésie arménienne / ed. Melik R.. — Париж, 1973. — С. 131—133.
- рус. Армянские поэты Крыма XV–XX вв.. — Симферополь, 2008. — С. 39—42. — 240 с.